# Spitzberg (Kocheler Berge)
Der Spitzberg ist ein 1366 m ü. NHN hoher Gipfel in den Bayerischen Voralpen im Isarwinkel. Er bildet einen der höchsten Gipfel in der langen Kette der Isar- und Ochsensitzerberge nördlich des Isartales. Der höchste Punkt ist von einem östlichen, wenig niedrigeren Vorgipfel getrennt, nördlich zieht sich dort ein namenloser Graben bis zum Staffelgraben, er ist nur weglos erreichbar.